# والتر هالشتاین
والتر هالشتاین (آلمانی: Walter Hallstein؛ ۱۷ نوامبر ۱۹۰۱ – ۲۹ مارس ۱۹۸۲) یک سیاست‌مدار اهل آلمان بود.